# Rubus philyrinus
Rubus philyrinus är en rosväxtart som beskrevs av Wilhelm Olbers Focke. Rubus philyrinus ingår i släktet rubusar, och familjen rosväxter. Inga underarter finns listade i Catalogue of Life.